# توماس إي. هوغن
توماس إي. هوغن (بالإنجليزية: Thomas E. Hogan)‏ هو كبير الإداريين التنفيذيين أمريكي، ولد في 25 يونيو 1959 في شيكاغو في الولايات المتحدة.